# Светлана Огњеновић
Светлана Огњеновић (26. јануар 1981, Осијек) је српска рукометашица чија је позиција лево крило. Са рукометном репрезентацијом Србије освојила је сребрну медаљу на Светском првенству 2013, четврто место на Европском првенству 2012. и сребро на Медитеранским играма 2005.
У клупској каријери са Наисом освојила је Челенџ куп 2007. године. Такође је освојила једно првенство Србије и четири првенства Француске, два Купа и три Лига купа Француске.